# Гурьянов, Николай Алексеевич
Николай Алексе́евич Гурья́нов (24 мая 1909, Чудские Заходы, Санкт-Петербургская губерния — 24 августа 2002, Остров-Залит, Псковская область) — русский религиозный деятель. Протоиерей. Один из наиболее почитаемых старцев Русской православной церкви конца XX — начала XXI веков. Поэт.

## Биография

### Семья и детство
Николай Алексеевич Гурьянов родился 24 мая 1909 года в селе Чудские Заходы (ныне — в Гдовском районе Псковской области) в крестьянской семье. Отец, Алексей Иванович Гурьянов, был регентом церковного хора, скончался в 1914. Старший брат, Михаил Алексеевич Гурьянов, преподавал в Санкт-Петербургской консерватории; младшие братья, Пётр и Анатолий, также обладали музыкальными способностями. Все трое братьев погибли на войне. Мать, Екатерина Степановна Гурьянова, долгие годы помогала своему сыну в его трудах, скончалась 23 мая 1969, похоронена на кладбище острова Залит.
С детства Николай прислуживал в алтаре в храме Михаила Архангела. В детстве приход посетил митрополит Вениамин (Казанский). Отец Николай так вспоминал об этом событии: «Я мальчишкой совсем ещё был. Владыка служил, а я посох ему держал. Потом он меня обнял, поцеловал и говорит: „Какой ты счастливый, что с Господом…“»

### Учитель, заключённый, священник
Окончил Гатчинский педагогический техникум, учился в Ленинградском педагогическом институте, откуда был исключён за выступление против закрытия одного из храмов. В 1929—1931 служил псаломщиком в Тосно, подрабатывая репетиторством по математике, физике и биологии. Затем был псаломщиком в Свято-Никольском храме села Ремда Середкинского (ныне Гдовского) района Ленинградской (ныне Псковской) области. Был арестован, находился в ленинградской тюрьме «Кресты», отбывал заключение в лагере в Сыктывкаре Коми АССР. После освобождения не смог получить прописку в Ленинграде и преподавал в сельских школах Тосненского района Ленинградской области.
Во время Великой Отечественной войны не был мобилизован в Красную армию, так как покалечил ноги на тяжёлых работах в лагерях. Находился на оккупированной территории. 8 февраля 1942 был рукоположён (целибатом, то есть в безбрачном состоянии) в сан диакона митрополитом Сергием (Воскресенским), находившимся в юрисдикции Русской Православной Церкви. С 15 февраля 1942 — священник. В 1942 окончил богословские курсы, служил священником в Свято-Троицком женском монастыре в Риге (до 28 апреля 1942). Затем, до 16 мая 1943 являлся уставщиком в Свято-Духовском монастыре в Вильнюсе.

### Служение в Литве
В 1943—1958 — настоятель храма святого Николая в селе Гегобросты Паневежиского благочиния Виленско-Литовской епархии. С 1956 — протоиерей. Прихожанка этого храма Римма Орлова вспоминала:
О. Николая отличала необыкновенная приветливость, внутренняя доброта, которую редко встретишь в людях. Он обладал проникновенным голосом, служил в церкви красиво, именно красиво, вдохновенно, вовлекал людей в богослужение, он весь светился. О. Николай был необыкновенно привержен церкви. Не будучи монахом, он жил строже, чем монах, во всём — и в питании, и в отношении к людям и молитве. Его образ жизни можно назвать действительно христианским: люди видели в нём пример беззаветного служения Господу.
Протоиерей Иосиф Дзичковский считал, что «такие приходы — оазис православного благочестия в католической Литве». В служебной характеристике, выданной протоиерею Николаю архиепископом Виленским и Литовским Алексием (Дехтерёвым) в 1958, говорилось:
Это, без сомнения, незаурядный священник. Хотя приход его был малочисленный и бедный (150 прихожан), но благоустроен так, что может быть показательным примером для многих. Не получая никакого пособия из Епархии, он сумел найти местные средства, на которые капитально отремонтировал храм и привёл его в благолепный вид. В редком порядке содержится и приходское кладбище. В личной жизни — безукоризненного поведения. Это пастырь — подвижник и молитвенник. Целибат. Приходу отдавал всю свою душу, все свои силы, все свои знания, всё сердце и за это всегда был любим не только своими прихожанами, но и всеми, кто лишь только ближе соприкасался с этим добрым пастырем.
В 1951 г. окончил Виленскую духовную семинарию. Во время служения на приходе в Литве о. Николай заочно продолжил богословское образование в Ленинградской духовной академии.

### «Талабскийстарец»

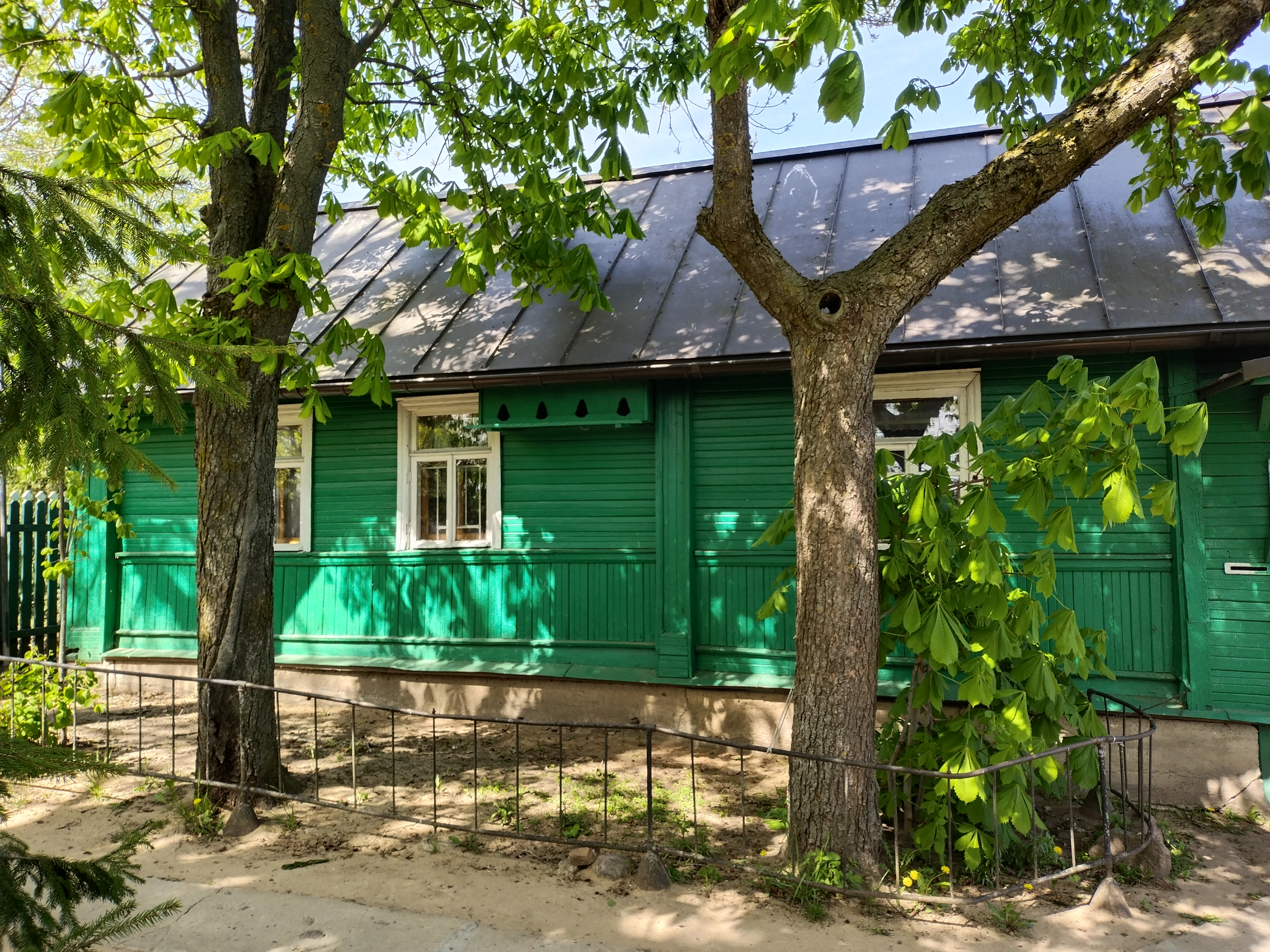
Дом-музей Николая Гурьянова

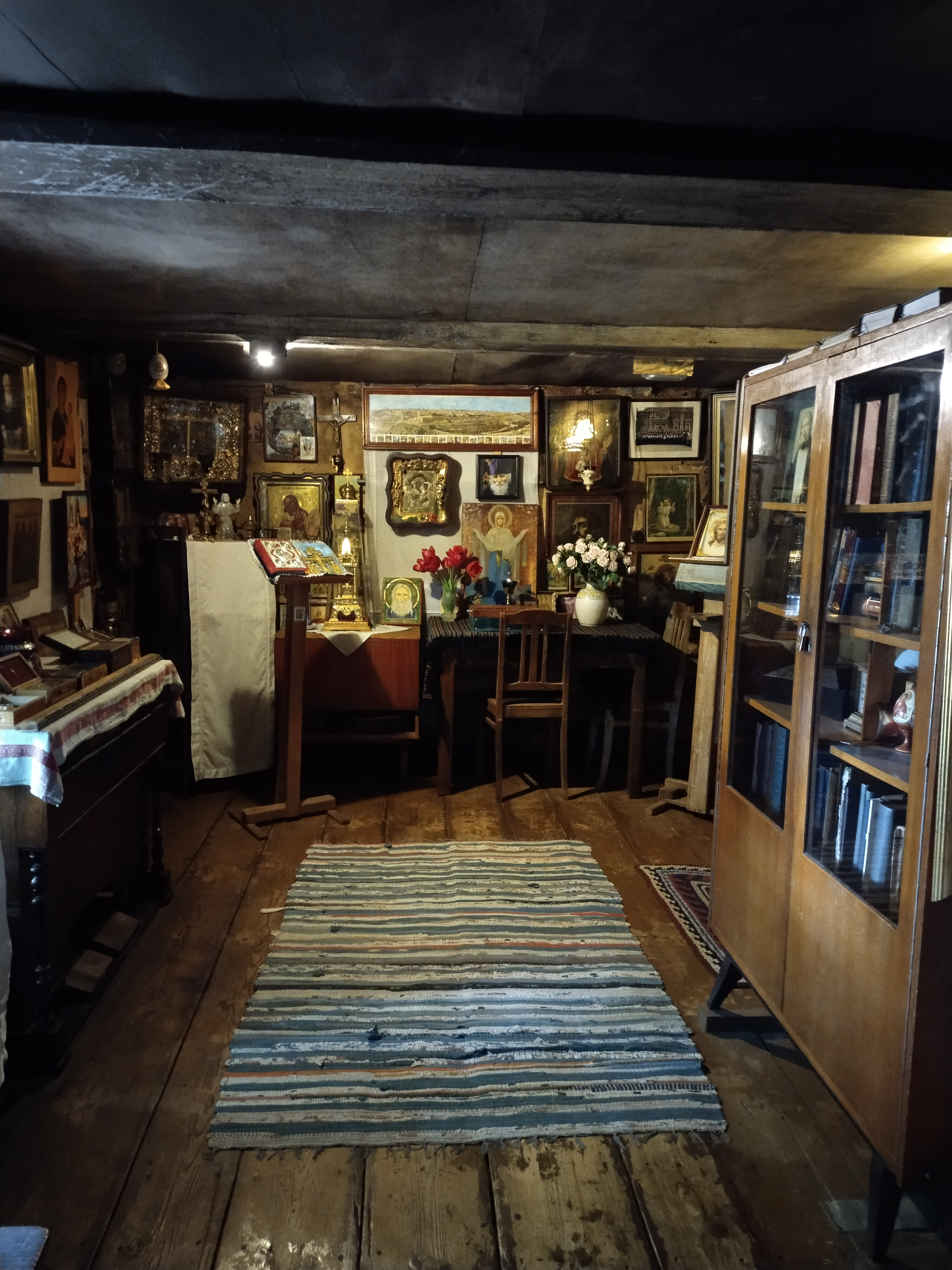
Интерьер дома-музея Николая Гурьянова, 2022

С 1958 служил в Псковской епархии, был назначен настоятелем храма св. Николая на острове Талабск (Залита) на Псковском озере, являлся им бессменно до самой кончины. В 1988 был награждён митрой и правом служения с открытыми Царскими Вратами до «Херувимской». В 1992 удостоен права служения литургии с открытыми Царскими Вратами до «Отче наш» — высшего церковного отличия для протоиерея (исключая крайне редкий сан протопресвитера). В течение многих лет к о. Николаю за советом приезжали православные верующие из разных регионов страны. Залитский священник имел репутацию мудрого старца. Его называли «Талабским» или «Залитским» (по прежнему названию острова, который был переименован в советское время в память о большевистском активисте Залите) старцем.

По словам автора книги о старце Игоря Изборцева, 
островом Православия называли небольшой, едва различимый и на крупномасштабной карте, остров Талабск (Залита), омываемый водами Псковского озера. Сюда, на эту крохотную часть суши, долгие годы корабли и лодки перевозчиков доставляли паломников со всего православного мира. Маршрут никогда не менялся: большая земля — остров — домик протоиерея Николая Гурьянова… Но именно здесь, в келье, собственно и начинался остров Православия, начинался с него, залитского старца отца Николая. Он и являлся этим благодатным островом; островом, незыблемо стоящим средь бушующего житейского моря; островом и одновременно кораблём, идущим самым удобоспасаемым маршрутом к блаженной вечности.

Иеромонах Нестор (Кумыш) вспоминал об о. Николае: 
Он ясно видел прошлую, настоящую и будущую жизнь своих чад, их внутреннее устроение. Но как бережно он обращался с тем знанием о человеке, которое вручал ему Господь как Своему верному рабу! Ведая всю правду о человеке, он не допускал ни одного намёка, могущего ранить или задеть его самолюбие. В какую мягкую форму облекал он свои назидания! «Ты полегче», — таким советом встретил он моего знакомого, не успевшего ещё и двух слов сказать, который усвоил себе несколько суровую манеру обращения со своей супругой. Так бывало часто и со многими: приезжая с одной целью, человек уезжал от него с тем откровением о себе и с тем уроком, которого вовсе не ожидал услышать и получить.

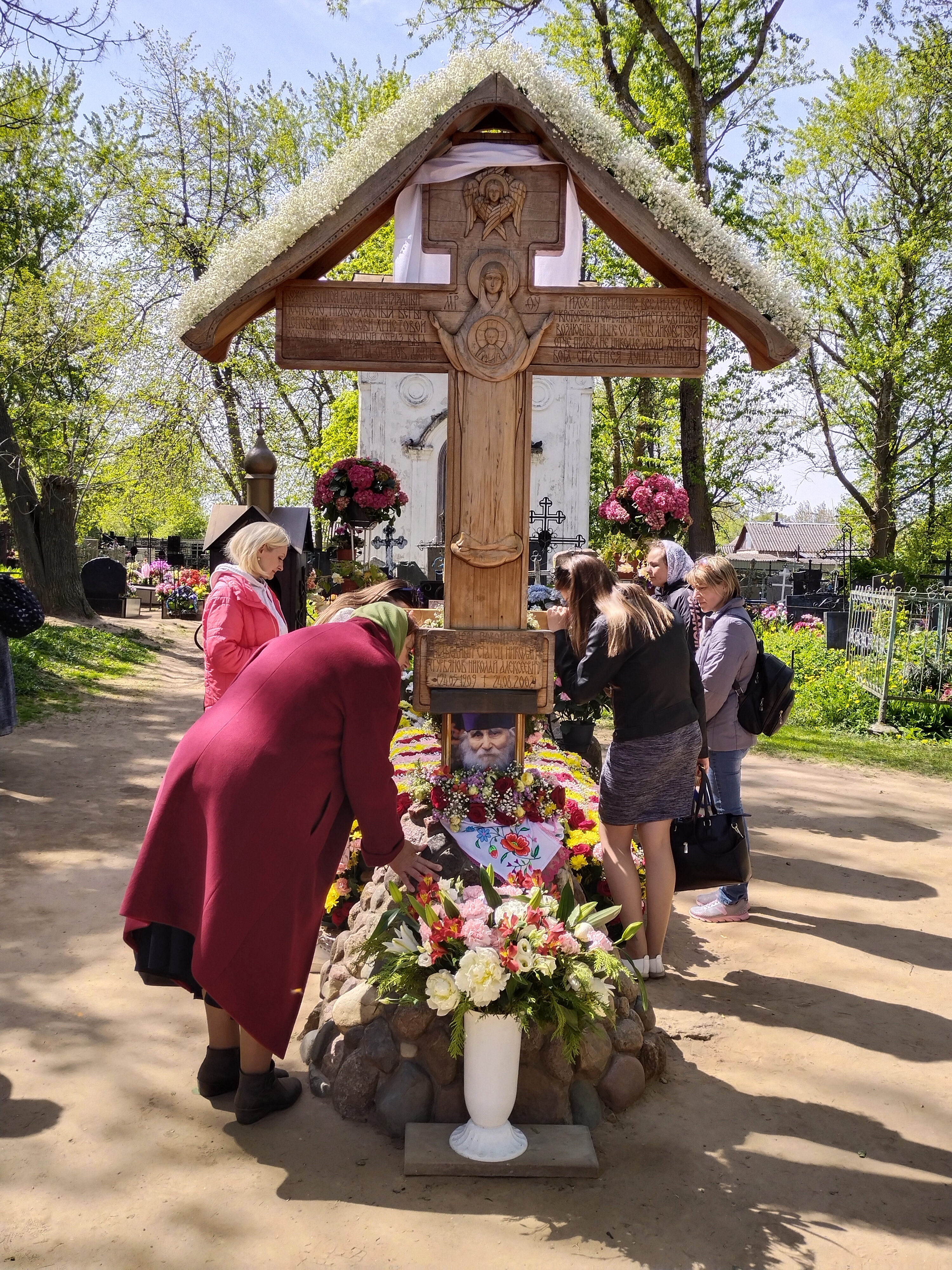
Могила Николая Гурьянова

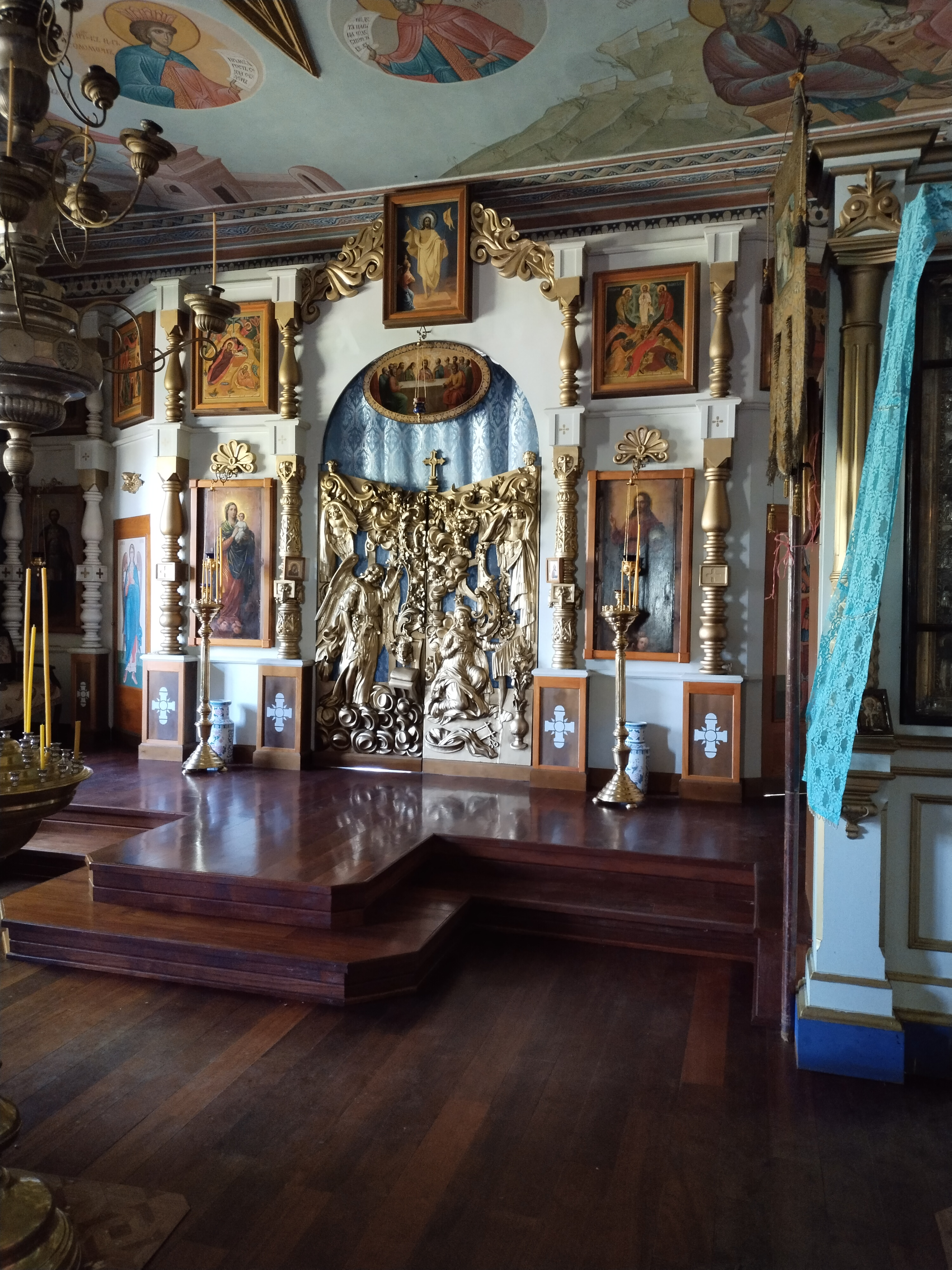
Иконостас придела Смоленской иконы Божией Матери храма Святого Николая, где служил Николай Гурьянов

Существует рассказ о том, что о. Николая спросили: «К Вам за Вашу жизнь приходили тысячи людей, Вы всматривались внимательно в их души. Скажите, что Вас больше всего беспокоит в душах современных людей — какой грех, какая страсть? Что для нас сейчас наиболее опасно?» На это он ответил: «Безверие». На уточняющий вопрос: «Даже у христиан?» — ответил: «Да, даже, у православных христиан. Кому Церковь не Мать, тому Бог не Отец». По мнению о. Николая, верующий человек должен любвеобильно относиться ко всему, что его окружает.

В газете «Известия» в 2001 был опубликован следующий рассказ о старце: 
Репутация чудотворца к нему пришла тогда, когда старца отыскал спасшийся с атомной подлодки «Комсомолец» Игорь Столяров. Спустя годы невесть как уцелевший в страшной аварии моряк из Сибири приехал на Залиту. И сразу узнал в отце Николае того самого старца, что явился ему тогда, когда выбравшийся из трюма моряк терял сознание в ледяных водах Атлантики. Седобородый старик назвался протоиереем Николаем и сказал: «Плыви, я молюсь за тебя, спасёшься». И исчез.
О. Николай пользовался известностью как в России, так и среди православных людей за её пределами. Так, в канадской провинции Саскачеван на берегу лесного озера по его благословению был основан скит.
Известностью и любовью старец пользовался также у творческой молодёжи и интеллигенции: за благословением на творчество к нему на остров приезжали Константин Кинчев, Ольга Кормухина, Алексей Белов и др. Кроме того, старец стал прототипом героя фильма «Остров», где главную роль сыграл рок-музыкант и поэт Пётр Мамонов.
В похоронах о. Николая на острове Талабск (Залит) участвовали более трёх тысяч православных верующих. По воспоминаниям протоиерея Евгения Пелешева, «одних машин было, наверное, сотни две на том берегу. Все катера, все пароходы, все ракеты — все было занято, все перевозили людей, там тысячи и тысячи были. Первый раз за всю мою долгую жизнь (а мне приходилось хоронить и митрополитов, и духовенство) я видел такие похороны простого батюшки. Простого, деревенского». Многие почитатели посещают могилу старца. Учреждено Общество ревнителей памяти праведного Николая Псковоезерского (Николая Гурьянова).